# Подводная археология Крыма
Подводная археология Крыма (подводно-археологические исследования Крымского шельфа) — обнаружение и исследование подводными археологами мест древних кораблекрушений, морских памятников археологии и истории — портовые сооружения, затонувшие торговые и военные корабли, затопленные остатки древних поселений, располагавшихся по берегам Чёрного моря, крымских рек и озёр, и другие отдельные артефакты, оказавшиеся под водой.
20 сентября 1990 года в Киевском государственном университете имени Т. Г. Шевченко на историческом факультете при кафедре археологии, этнографии и музееведения был создан научно-учебный Центр подводной археологии. С 1991 года Центр подводной археологии стал проводить ежегодные разведки и раскопки на шельфе Крымского полуострова. В 2013 году для изучения, сохранения и популяризации подводного культурного наследия в Феодосии в здании памятника архитектуры федерального значения «Дача Стамболи» был открыт музей подводной археологии. 

## Первые исследования и исследователи
Первые известия о затопленных античных памятниках у берегов Крыма на дне Керченского пролива были известны с начала XIX века. Возле косы Чушка были обнаружены шесть мраморных колонн, предположительно принадлежащих античному храму. На дне Таманского залива в районе Фанагории, были найдены мраморные статуи двух лежащих львов (хранятся в Феодосийском музее). Вдоль крымского побережья рыбаками поднимались грузы затонувших кораблей. Жители находили в прибрежной полосе остатки амфор, керамической посуды, античные монеты. Первые подводные археологические раскопки в Крыму были произведены в 1905 году в Феодосийском заливе водолазами под руководством русского учёного, хранителя Феодосийского музея древностей Л. П. Колли Архивная копия от 23 января 2022 на Wayback Machine. Со дна моря были подняты 15 больших античных остродонных амфор. При Советской власти подводные археологические исследования начались в 1930-е годы, когда ЭПРОНом проводились большие подводные работы по подъёму со дна Чёрного моря затонувших во время Первой мировой и Гражданской войн кораблей. После безрезультатных поисков судна «Принц» водолазы ЭПРОН были привлечены директором Херсонесского археологического музея профессором К. Э. Гриневичем к научным исследованиям в районе Севастополя. Экспедиция в течение 1930—1931 годов силами водолазов проводила локализацию древнего Херсонеса. Затем профессор Р. А. Орбели продолжил сотрудничество с ЭПРОН по организации совместных подводных археологических работ по изучению древних подводных памятников и приказом по ЭПРОН с 5 августа 1937 года в состав археологической экспедиции включили водолазов. В связи с этим Р. А. Орбели писал: «… водолазная организация впервые в мире становится под знамя науки, переходит к систематическим раскопкам под водой, приступает к охране памятников древности, … Рождается новая отрасль исторической науки — подводная археология».

## Послевоенные исследования
В послевоенные годы была организована подготовка археологов-подводников на кафедре археологии исторического факультета Московского государственного университета. В 1960 году экспедиция под руководством В. Д. Блаватского занималась исследованием остатков древних каменных сооружений Карантинной бухты с использованием землесоса. Экспедиция аквалангистов из Ленинграда под руководством С. Ф. Стржелецкого в 1962 году установила, что часть Карантинной бухты занимал древний порт Херсонеса. Были выявлены затопленные морем средневековые оборонительные башни Херсонеса, при строительстве которого использовались каменные блоки, мраморные и известняковые колонны античного времени. В 1964—1966 годах экспедицией Харьковского государственного университета под руководством В. И. Кадеева исследовались херсонесские бухты — Карантинная, Круглая, Песочная. Интересны находки фасосской и трёх гераклейских амфор, пролежавших на дне Круглой бухты более 2200 лет. В 1970-х годах обследование дна Стрелецкой бухты проводила экспедиция Херсонесского историко-археологического музея под руководством М. И. Золотарёва. В ходе работ было осмотрено 350 м2 на глубине от 2,8 до 12 м, определены границы затопленной части суши и составлен батиметрический план бухты. Археологический материал представлен обломками амфор и фрагментарной керамикой от IV века до н. э. до XII—XII веков н. э..

## Северо-западный и западный шельфы

### Донузлавское кораблекрушение
Во время строительства Евпаторийского морского порта на озере Донузлав водолазами были обнаружены античные амфоры. В 1964 и 1965 году Институтом археологии АН СССР были организованы три экспедиции на территорию строительства. Предполагалось, что в данном районе в древности произошло кораблекрушение. Поверхность дна предполагаемого места крушения была исследована аквалангистами металлическими щупами через каждые 10 см. Поверхность дна также изучалась с помощью специально сконструированного зонда, нож которого углублялся в грунт. Движение зонда приостанавливалось при обнаружении твёрдого предмета. Затем подводные раскопки проводились с помощью рефулерной баржи, в результате чего в этом районе был сделан раскоп глубиной до 5 м, из которого отсосали более 5 тыс. м3 песка. Во время раскопок поднимали отдельные куски песчаника, внутри которых находились остатки деревянных или металлических частей судна. Если даже эти куски песчаника, покрывавшие корабельные детали, были когда-то сломаны, то внутри них оставались оттиски этих предметов. При вскрытии одного из песчаников был обнаружен железный топор корабельного плотника, верхний конец острия которого был вбит в бревно. Металлическая часть топора была полностью коррозирована; от него осталась лишь каменная форма из песчаника, а топорище, пролежав на дне много веков, выглядело как новое. Были подняты свинцовые листы обшивки — все они были порваны на части и смяты, большое количество корабельных бронзовых гвоздей с изогнутыми концами. Можно предположить, что прямая часть гвоздя соответствовала толщине деревянной обшивке судна, которая им удерживалась и составляла от 3,5 до 4,5 см. Свинцовая обшивка способствовала большей устойчивости судна, предохраняла металлические части от коррозии, деревянные от гниения и от обрастания днища ракушкой. Из песка были извлечены отдельные плохо сохранившиеся деревянные части судна, большое количество крупных и мелких фрагментов амфор, а также 20 целых гераклейских, на 13 из которых сохранились клейма мастерских. Клейма одних и тех же мастерских были оттиснуты одним и тем же штемпелем, из чего следует, что они принадлежали одной партии товаров, которая составляла часть корабельного груза. Амфоры датируются концом IV — III веком до н. э. Были найдены и другие предметы того же времени.

#### Предполагаемая легенда
Погрузив на борт амфоры с вином в Гераклее Понтийской, судно взяло курс к одному из городов Северного Причерноморья, но сильный шторм прибил его к берегам у современного озера Донузлав. Команда отдала якоря, один из которых нашли водолазы. Однако якоря не смогли удержать корабль, его несло на рифы. Матросы начали рубить мачту, но было слишком поздно, корабль ударился днищем о рифы, оставляя на них листы свинцовой обшивки, а затем затонул с наружной стороны рифа и в дальнейшем был разбит волнами и занесён песком.
В. Д. Блаватский и Б. Г. Петерс датировали Донузлавское кораблекрушение концом IV — началом III века до н. э. Это было первое раскопанное кораблекрушение у крымских берегов.
В Каркинитском заливе в 1975 году подводным отрядом Северо-Крымской экспедиции Института археологии АН УССР под руководством А. Л. Щепинского в районе Лебяжьих островов было обнаружено место предполагаемого кораблекрушения. Были найдены кованые железные гвозди и многочисленные фрагменты средневековых сосудов.
Тарханкутский полуостров — самая западная точка Крыма. Здесь проходил оживлённый морской путь и на подводных камнях у мысов часто разбивались военные и торговые корабли.
В 1786 году здесь затонул один из первых кораблей Российского Черноморского флота «Святой Александр». В 2005 году на глубине шести метров остатки судна были обнаружены тульскими исследователями. При крушении пушечный парусник раскололся на две части, одну из них унесло на 3,5 км к северу. В этих же местах было найдено другое затонувшее судно — плавучий царский дворец яхта «Ливадия», которая разбилась о каменные рифы в октябре 1878 года у мыса Тарханкут. 16 апреля 1895 года в 12 милях от мыса Тарханкут после столкновения с пароходом Черноморского флота «Пендераклия» затонул товаро-пассажирский колёсный пароход «Генерал Коцебу». В ходе подводно-исследовательской экспедиции «Нептун» в 2018 году были обнаружены в большом зале на стене фрагменты 10 картин, предположительно, кисти Ивана Айвазовского. В 1916 году у берегов Тарханкута подорвался на мине, выставленной германо-турецким крейсером, и затонул грузопассажирский пароход «Цесаревич Алексей». В советское время предпринимались безуспешные попытки поднять судно с глубины 52 метра.
В прибрежной зоне озера Донузлав и села Штормовое в 1985—1986 годах проводились подводные археологические исследования Западно-Крымским подводным археологическим отрядом под руководством В. Н. Таскаева. Были обследованы два амфорных поля в проливе, соединяющем озеро Донузлав с Чёрным морем. Найденная керамика представленная из Синопа, Гераклеи и Фасоса датируется IV—III вв. до н. э. и V—VII вв. н. э. В 125 метрах от берега был найден двурогий металлический якорь I века н. э. В 249 метрах от берега были найдены два четырёхрогих кованых якоря XVII—XVIII веков. В 80 метрах от берега у села Штормовое были обнаружены остатки корпуса деревянного судна. Для удаления песка с корпуса корабля применялся вертикальный эжектор и гидромонитор. На судне была найдена корабельная пушка — карронада, конструктивные особенности которой позволили датировать её последней четвертью XVIII века.

## Шельф южного берега
Специфический ветровой режим у Южного берега Крыма под Главной грядой Крымских гор и сложная гидрологическая обстановка возле островов делали судоходство вдоль берега от Херсонеса до Феодосии особенно опасным для парусных судов в каботажном плавании. Прижимаясь ближе к берегу, корабли прятались от мощных ветров и во время штормов могли погибнуть с бо́льшей вероятностью, чем от нападений пиратов у берега.

### Акватория от мысаПлакадо горыАю-Даг
Первым местом исследований (в 1991—1995 годах) экспедиции Центра подводной археологии стал район мыса Плака. Задачей Центра было обследование акватории от мыса Плака до горы Аюдаг. Вдоль берега у мыса Плака были обнаружены места гибели одного античного и двух средневековых кораблей.
Остатки первого затонувшего средневекового корабля расположены за природной грядой восточной стороны мыса на глубине 10 м. На дне находились крупные фрагменты керамики и остатков свинцовой корабельной обшивки. Исследования керамики показали, что груз торгового корабля состоял из амфор двух типов. Первый тип (LRA-1) — это светлоглиняная амфора с широким горлом и бороздчатостью в виде набегающей волны на яйцевидном корпусе, ручки в сечении овальные, с продольными желобками. Амфоры имели разные ёмкость и диаметры горла. Второй тип («Carottes», «морковообразный») — это светлоглиняная амфора с конусообразным корпусом с лёгким рифлением, овальные в сечении ручки, высокое горло с клювообразным венчиком. Датируются амфоры первой четвертью VII века.
Место второго затонувшего средневекового корабля находится с западной стороны мыса Плака на подводном склоне на глубинах от 6 до 10 м. Груз состоял в основном из торговой тары для перевозки и хранения продуктов: амфоры-кувшины (первая половина IX — XI век). Скорее всего они служили для перевозки нефти, которая использовалась в быту для освещения и в медицинских целях. Предполагаемые центры производства — Керченский и Таманский полуострова, где находились нефтеносные районы. Второй тип груза — амфоры причерноморского типа, мастерские по производству таких амфор располагались вдоль всего крымского побережья. Среди находок есть также фрагменты керамических фляг и пифосов.
Место третьего кораблекрушения — античного находится на восточной стороне мыса Плака — на противоположной стороне природной гряды от места гибели средневекового корабля. Подъёмный материал в этом месте разнообразен — это керамида, калиптеры, плинфа, амфоры, кувшины, фляги, поливная керамика, пифосы, жернова ручных мельниц и др., и датируется в широких пределах — от IV — III веков до н. э. до XV века н. э..
Большое скопление археологического материала в этом районе было зафиксировано только около мыса Плака. Это дало возможность с большей уверенностью говорить о местоположении древнего маяка Лампада в этой точке Южного берега Крыма. Полученный археологический материал подтвердил наземные исследования того, что жизнь поселения с западной стороны мыса (Партенита) не прерывалась с VI по XV век.

### Исследования между горойАю-Даги скалойДженевез-Кая
В 1995—1996 годах подводно-археологическая экспедиция Киевского университета им. Тараса Шевченко продолжила обследование береговой черты Южного берега Крыма между горой Аю-Даг и Гурзуфом. Археологический материал с западной стороны горы Аю-Даг не был обнаружен. Вблизи скалы Дженевез-Кая и морского порта центра «Артек» археологический материал встречается единичными фрагментами средневековой керамики. На прибрежной территории, где расположены пляжи Артека, отсутствие артефактов связано с проведением здесь работ по укреплению берега и устройством новых галечных пляжей. Большое скопление археологического материала античного и средневекового времён обнаружено только вокруг скал Адалары на глубине 6—17 м. Керамика античного времени представлена несколькими типами, которые датируются I—III вв.; керамика средневекового времени принадлежит разным хронологическим периодам — от IV до XIV вв. Амфоры составляют большинство подъёмного материала. Кроме амфор были найдены фрагменты пифосов, поливной, бытовой, ремесленной и строительной керамики. Обнаружены также жёрнов и многочисленные якоря разных эпох.

### Обнаружение «Армении»
В одной из исследовательских операций по обнаружению теплохода участвовал известный американский океанолог, бывший офицер ВМФ США Роберт Баллард, нашедший утонувший «Титаник» и потопленный «Бисмарк». По официальным данным, эта экспедиция обошлась американской стороне в 2,5 млн. долларов. Но «Армению» не нашли. Затем в 2008 году поисками занималось океанографическое судно «Pathfinder» («Следопыт»), принадлежащее ВМС США.
В 2020 году поисковой экспедицией Министерства обороны России в 15 морских миль от Ялты на глубине 1.5 км был обнаружен теплоход «Армения», затопленный немецкой авиацией в ноябре 1941 года. В марте 2020 года во время очередных поисковых работ район был тщательно исследован гидролокатором. Это исследование показало, что на дне находится объект, очертаниями напоминающий "Армению". В апреле 2020 года на дно спустили телеуправляемый необитаемый подводный аппарат, который сделал подводные съёмки. При осмотре борта специалистами Центра подводных исследований Русского географического общества (РГО) были зафиксированы все характерные признаки теплохода «Армения» и самая главная находка, подтверждающая, что это и есть тот самый теплоход — судовой колокол, который лежал на палубе надписью вверх. Колокол был изготовлен из цветного металла и не подвергся коррозии. Повреждения корпуса не оставили сомнений — корабль подвергся атаке с воздуха. 

## Юго-восточный и восточный шельфы

### Хронология основных исследований
1957—1958 гг. — первый осмотр акватории около посёлка Новый Свет. Найдены фрагменты средневековой керамики.
1960 г. — обследование на корабле-тральщике «Лещ» бухты Судак-Лиман. На глубине 11 м обнаружены россыпи обломков средневековой керамики, в основном амфор. Следов затонувших кораблей не обнаружено.
1972 г. — обследование Коктебельской бухты. Южнее восточного ската холма Тепсень, на расстоянии 300 м от берега, на глубине 7 м обнаружена площадка 280х300 м с фрагментами керамики. Подъёмный материал датировался VIII—IX и XIII—XV вв. По мнению археолога А. И. Айбабина, керамика оказалась на дне бухты в результате размыва и оползания культурного слоя с холма Тепсень. В середине 1980-х на расстоянии 1 км от холма Тепсень на глубине 6—9 м найдены обломки средневековой керамики IX—XI вв. — амфор причерноморского типа и кувшинов с плоскими ручками. Это место определено как кораблекрушение.
1983—1986 гг. — в бухтах Судака и Нового Света, на глубинах 5—7 м были выявлены остатки жилища, гончарные печи VIII—Х вв. и остатки византийского корабля с грузом высокогорлых кувшинов IX—X веков.
1997 г. — исследование шельфа Коктебельской бухты от мыса Планерный (Мальчин) до посёлка Коктебель. В бухте Гравийная-Первая обнаружены якоря и фрагменты амфор причерноморского типа VIII—X вв., свидетельствующие, скорее всего, о кораблекрушении. На участке под холмом Тепсень на глубине 4—5 м между берегом и местом расположения древнего мола обнаружены керамиды, амфоры, амфоры-кувшины, пифосы, столовая посуда, кости животных. Хронологический разброс находок — VII—XIV вв. Среди подъёмного материала встречаются амфоры, находившиеся длительное время в прибое береговой линии. Их местонахождение указывает, что береговая черта средневекового времени находится сейчас в море на расстоянии от 20 до 50 метров от современного берега на глубине 3—4 м.
1997—1998 гг. — обследование бухты посёлка Новый Свет напротив горы Коба-Кая. Под слоем песка и мелкой гальки на глубине 40 см найдены амфоры двух типов, расположенные друг возле друга и запечатанные пробками, а также деревянные ручки со свинцовым заполнением от штурвала корабля. Осмотр места находок средневековой керамики и анализ подъёмного материала свидетельствуют, что здесь находится место кораблекрушения средневекового судна XIII века.
2002—2007 гг. — исследования в бухте посёлка Новый Свет. В Судакской бухте вблизи посёлка Новый Свет был обнаружен уникальный подводный археологический памятник XIII века, единственный затонувший корабль с поливной посудой, обнаруженный в Чёрном море. Основная часть археологических находок составляет тара: амфоры, пифосы и небольшие сосуды для перевозки жидких и сыпучих продуктов. Вторая значительная группа находок представлена предметами торговли — художественная поливная керамика и венецианское стекло. Небольшой процент составляют столовая и кухонная посуда, изделия из дерева, камня и металла (из меди, бронзы, свинца и железа). Среди груза корабля найден клад из 35 серебряных монет — это аспры Трапезундской империи периода правления Мануила I. Исследуемый корабль погиб в результате пожара: многие сосуды сохранили следы огня. Рядом с этим памятником на глубине 10—12 м обнаружено другое затонувшее судно X—XI веков, место кораблекрушения которого перекрывается частично кораблекрушением XIII века.
1990—2007 гг. — подводные археологические исследования на шельфе побережья Судакского района и исследование прибрежной части у Судакской крепости проводились археологической экспедицией Крымского филиала Института археологии АН Украины с привлечением аквалангистов Центра подводной археологии. С начала 2000 года эти исследования продолжили экспедиции музея-заповедника «София Киевская». В районе портовой части крепости в центральной её части, судя по обнаруженным остаткам квадровой облицовки причальных сооружений, находилась искусственная гавань XII—XV вв. Была собрана большая коллекция изделий свинцовой и медной пластики: перстни, пряжки, фибулы, вотивные амулеты, гирьки для весов, торговые пломбы, моливдовулы. Она насчитывает несколько тысяч экземпляров. Обнаруженная свинцовая печать Иоанна — стратига Сугдеи, в количестве трёх экземпляров, свидетельствует о существовании Сугдейской фемы в период между 1015 и 1059 годами. Судя по большому количеству печатей-моливдовулов, комеркариев и логофетов Главное финансовое и налоговое ведомство, возникшее в Византии в VII веке, различных печатей-пломб и разновесов, в Сугдее находилась апотека — торговый склад, служащий для концентрации и распределения товаров. он находился в районе центральной части бухты и существовал, вероятно, на протяжении всей византийской эпохи.
2004—2005 гг. — совместная экспедиция ИА НАНУ и Берлинского свободного университета в бухте посёлка Уютное (западная часть города Судака). В ходе подводных работ было обнаружено около 2,5 тыс. археологических артефактов: материалы, связанные с перевозками товарных грузов, их обеспечением и контролем — свинцовые кольца, печати, пломбы; с торговлей — монеты, монетные и торговые разновесы, фрагменты весов, товарные находки; предметы повседневного быта, элементы одежды и украшения — пуговицы, пряжки, перстни, бусины, кресты, застёжки богослужебных книг и др.; элементы судовой оснастки, рыболовный инвентарь. Были вскрыты и исследованы остатки трёх причальных стоянок и установлена их связь с наземными оборонительными сооружениями крепости. Нижняя дата портового комплекса — III век; верхняя граница комплекса — XIV—XVII века.

## Подводные исследования побережья Керченского полуострова
Первые подводные археологические исследования у побережья Керчи в районе древних городов Гермонассы, Мирмекия, Нимфея, Фанагории провёл в 1957 году В. Д. Блаватский с группой студентов. Была сделана предварительная схема расположения размытой части древнего города Гермонассы, найдены обломки античной и средневековой керамики.

### Разведки в районе горыОпук
В 1991 году отрядом аквалангистов экспедиции Керченского государственного историко-культурного заповедника (КГИКЗ) были проведены подводные разведки у юго-западного побережья горы Опук у острова Элькен-Кая. С северной стороны острова был обнаружен 31 железный якорь с временны́м диапазоном от античности до позднего средневековья. Выявленные в юго-западной части горы Опук природные признаки и археологические находки подтвердили факт разрушения этого участка побережья, который представлял собой нижний прибрежный район Киммерика или, согласно Венецианской карты-портолана 1321 года — средневекового поселения Чепико.

### Международная экспедиция в районеНимфея
В 1993—1997 годах в рамках проекта «Нимфей — история и структура греческого полиса» совместной экспедицией археологов Украины, России и Польши были проведены подводные разведки и обследования окрестностей древнегреческого города Нимфея — одного из важнейших центров Боспорского государства. В результате было обследовано:
1. Место кораблекрушения около посёлка Героевское. Остатки корабля находились на глубине 3,6 м. Общая длина видимой части судна составила приблизительно 40 м, дата катастрофы — XVII—XVIII вв.
2. Поселение напротив маяка в 300—500 м от берега. Обнаружены две амфоры IX века, фрагменты амфор IV—III вв. до н. э. и I—II вв. н. э., обломки боспорской черепицы. Ранее, в 1990 году, на этом поселении был поднят каменный алтарь. Был сделан вывод, что здесь было расположено монументальное каменное строение, которое размещалось на берегу моря, а затем, из-за изменений береговой линии, оказалось под водой.
3. Два поселения в 20 метрах от берега, датированные IV—III вв. до н. э.
4. Якорная стоянка на глубине 6—6,5 м восточнее первого поселения. Было найдено 15 якорей, погребённых под слоем песка, диоритовые булыжники неместного происхождения, фрагменты керамики античного и средневекового периода. Предположительно это было место стоянки для лёгких суден в течение длительного времени в период античности (IV—III вв. до н. э.). В более поздний период это место использовали для установки рыбацких сетей[24].

### Исследования в районе античнойАкры
В 1995 и 1997 годах совместная экспедиция Керченского государственного историко-культурного заповедника и Одесского гидрогеологического клуба «Наварэкс» продолжила наземные и подводные охранные археологические исследования у села Набережное на городище античного города, отождествляемого с Акрой. В задачи подводных работ входили поиск, обследование, фотографирование и нанесение на карту затопленных археологических объектов. Были обследованы остатки крепостной башни, расположенной на расстоянии около 40 м от береговой линии. В море выявлены развалы стен различных размеров и степени сохранности.

## Шельф Азовского моря
В 1988 году в проливе «Тонкий» акватории портового пункта Геническа во время выполнения гидротехнических работ в искусственной бухте, созданной для судов местного рыбколхоза, был найден комплекс предметов XI—XII вв. Находки были обнаружены при углублении дна грейфером. Ковш плавающего крана поднял деревянную скульптуру — голову крупного животного с длинными рогами, три амфоры, два кувшина и другие фрагменты керамической посуды, а также часть шпангоута. В 1989 году экспедиция подводных археологических работ Запорожского краеведческого музея провела обследование дна пролива Тонкого. Главной находкой являлась деревянная скульптура — носовое украшение корабля. Скульптура длиной 1,65 м была изготовлена из нижней прикорневой и корневой части ствола дерева, по внешнему виду напоминающему кедр. Подобного аналога такой находке в судовой археологии Восточной Европы нет. Также были подняты два шпангоута и фрагмент обшивочной доски. Обнаруженные амфоры получили широкое распространение в средневековой Таврике, начиная с VIII—IX веков. В 70 метрах от места находки всего комплекса найден железный кованый четырёхрогий якорь, возможно принадлежащий данному судну. По результатам радиоуглеродного анализа древесины корабля, характерным типам тары и домашней посуды позволили датировать это кораблекрушение из Азовского моря у Геническа XI—XII веками.